# Gibbasilus centrolobus
Gibbasilus centrolobus là một loài ruồi trong họ Asilidae. Gibbasilus centrolobus được Londt miêu tả năm 1990. Loài này phân bố ở vùng nhiệt đới châu Phi.